# George Alsop

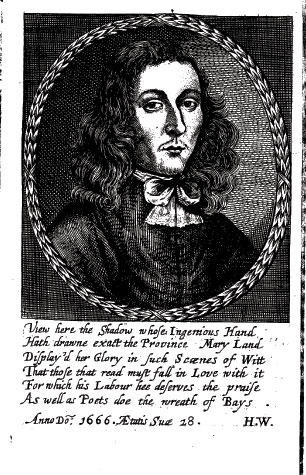
Retrato de George Alsop de la primera edición de 1666 de A Character of the Province of Maryland

George Alsop, autor inglés, probablemente nació en Londres en 1636; se desconoce el año y el lugar de su muerte. Se sabe muy poco sobre su vida, excepto por lo que se menciona en su libro, que indica que probablemente nació, y ciertamente pasó parte de su juventud, en Londres, Inglaterra .
Alsop es recordado por un trabajo significativo sobre el Maryland colonial con un título inusualmente largo incluso para los estándares del siglo XVII: A Character of the Province of Mary-Land, en el que se describe en cuatro partes distintas, (Viz. ) I La Scituation, y abundancia de la Provincia. II Las Leyes, Costumbres y Conducta Natural del Habitante. III El peor y mejor Uso de un Siervo de Mary-Land, abierto a la vista. IV El Tráfico y las Mercancías Vendibles del País. También un pequeño Tratado sobre los indios salvajes y desnudos (o Susquehanokes) de Mary-Land, sus Costumbres, Modales, Absurdos y Religión. Junto a una Colección de Cartas Históricas . (Londres, 1666).

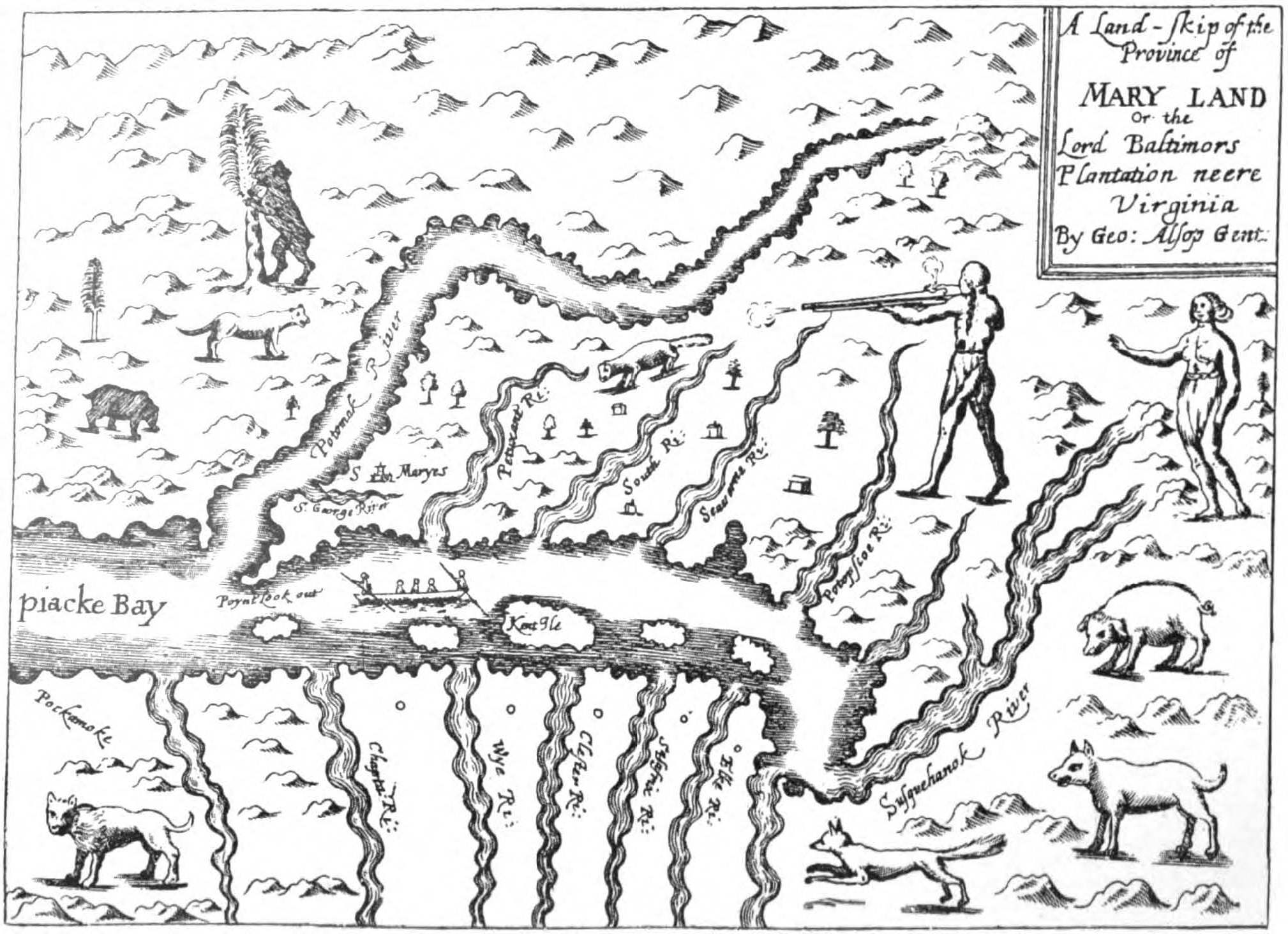
Mapa de Alsop de la provincia de Mary-land, 1666

Después de un oscuro periodo de aprendizaje de dos años, abandonó Londres en 1658 debido al odio hacia los puritanos locales, los cuales le habían estado atosigando sin descanso desde hacía tiempo, según su propio relato. Alsop trabajó como sirviente por contrato durante dos años. Su maestro, Thomas Stockett (1635-1671), fue uno de los cuatro hermanos que emigraron de Inglaterra en 1658 y se establecieron en el condado de Baltimore, Maryland, junto a un conjunto de emigrantes provenientes de Inglaterra, algo común en aquella época dentro de las colonias. George Alsop apreció la nueva colonia, pero al final de su servicio a Thomas Stockett, enfermó y regresó a Inglaterra. Publicó luego su libro, y es posible que también haya escrito un volumen de Sermones, obra presentada más tarde por alguien del mismo nombre. En el trabajo sobre Maryland, Alsop afirma que su designio es fomentar la emigración de europeos e ingleses a América, siendo reconocibles sus méritos por parte de la administración local . El afán de Alsop por elogiar cada aspecto de Maryland hace de su trabajo un registro permanente de la psicología de la publicidad. También sirve, en menor medida, como una fuente histórica confiable de información para el condado de Baltimore temprano, Maryland, y el entonces nativo Susquehannock, puesto que se encargó de documentarlo al detalle .